# Biforcazione della lingua

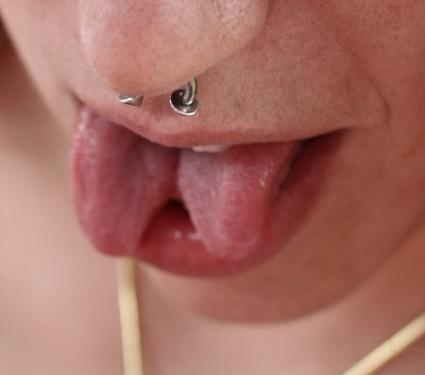
La lingua di una persona che si è sottoposta alla biforcazione delle lingua.

La biforcazione della lingua è un tipo di modificazione corporale in cui la lingua viene tagliata centralmente dalla punta fino alla base della faccia inferiore.

## Procedimento
Esistono diverse tecniche per biforcare la lingua, le più famose delle quali sono il taglio con un bisturi, la cauterizzazione, svolta ad esempio con un laser a ioni di argon, e il metodo detto "della lenza da pesca". Si tratta di un procedimento effettuato solitamente da chirurghi orali o plastici e talvolta anche da esperti delle modificazioni corporali o dal soggetto stesso, sebbene in molti paesi, tra cui non figura l'Italia, soltanto il personale medico sia autorizzato a farlo. Prima di biforcare la lingua, qualunque sia il metodo che si è deciso di utilizzare, alcuni preferiscono applicare un piercing sulla lingua nel punto in cui si desidera che la futura biforcazione termini e di lasciare che la lingua guarisca prima di procedere alla biforcazione. Ciò fa sì che, una volta effettuato il taglio, la lingua non chiuda, durante la guarigione, la parte terminale del taglio (già cicatrizzata grazie alla presenza del piercing), cosa che altrimenti non permetterebbe di ottenere una biforcazione tanto profonda quanto si desidera.
Nel metodo che prevede l'uso del bisturi, la lingua viene tagliata a partire dalla futura parte terminale della biforcazione fino alla punta, dopodiché ognuna delle metà viene suturata lungo la linea del taglio. Ciò evita che la lingua guarisca unendo le due metà divise e inoltre fornisce a ogni metà un aspetto più rotondo e quindi più naturale. Talvolta il bisturi può essere riscaldato in modo da far sì che la ferita si cicatrizzi parzialmente ed evitare perdite di sangue eccessivamente copiose.
Il metodo delle cauterizzazione prevede l'utilizzo di un elettrobisturi o di un laser a ioni di argon. Entrambi i dispositivi tagliano in due la lingua bruciandola e cauterizzando i vasi sanguigni in modo da limitare il più possibile il sanguinamento. In assenza di un preesistente piercing posto là dove si viene a formare il termine della biforcazione (piercing che viene rimosso la notte prima dell'intervento), c'è una forte probabilità che la lingua guarisca in quella zona, dove le due metà sono più vicine, riunendosi e che quindi, per ottenere la profondità desiderata, sia necessario un nuovo intervento. Sia questo procedimento che il precedente sono effettuati in anestesia locale.
Il metodo detto "della lenza da pesca" è messo in atto dal soggetto stesso. In questo caso la persona lega della lenza da pesca alle due estremità, quella inferiore e quella superiore, di un preesistente piercing alla lingua, appoggiandola sulla punta della lingua e stringendola. Quando, dopo un certo tempo, la lenza è penetrata nel tessuto, questa viene tagliata e sostituita con una lenza legata ancora più stretta in modo che quest'ultima continui l'opera di biforcazione. Si tratta evidentemente di un processo ben più lento dei precedenti, che può necessitare di alcuni giorni o di alcuni mesi, a seconda della resistenza al dolore e della determinazione del soggetto, ma che permette alla lingua di guarire man mano che viene biforcata, evitando la necessità di suture o di cauterizzazioni, dato l'esiguo sanguinamento che esso comporta.

## Guarigione
Solitamente la lingua guarisce in una o due settimane, durante le quali il soggetto può sperimentare difficoltà nel parlare e nel mangiare come di consueto.
Tra i vari consigli per una pronta guarigione della lingua figurano quello di dormire per almeno i primi tre giorni con la testa sopra il livello del cuore, usando ad esempio tre o quattro cuscini, in modo da ridurre il rigonfiamento dei tessuti, di risciacquare spesso la lingua con acqua fredda e di effettuare risciacqui con collutorio diluito in acqua ogni due o tre ore (partendo da una diluizione 1 a 3 e aumentando via via la concentrazione del collutorio in un arco di 10 giorni). Per quanto riguarda la nutrizione, per le prime 6-12 ore seguenti all'intervento è consigliabile nutrirsi solo con liquidi freddi o al massimo a temperatura ambiente, continuando ad assumere preferibilmente bevande e cibi freddi, come gelati o formaggi, anche per i primi giorni.
La biforcazione della lingua è un procedimento reversibile e spesso l'operazione di ripristino dell'unità della lingua, effettuata in anestesia locale e tutt'altro che difficile, è più dolorosa dell'operazione di biforcazione stessa.

## Risultato
Una volta che la lingue è stata biforcata e che il processo di guarigione delle due metà è terminato, con la pratica si può arrivare a muovere le due metà indipendentemente l'una dall'altra e anche a sollevare piccoli oggetti ponendoli tra di esse. 
Benché normalmente la pronuncia del soggetto non risulti alterata dalla biforcazione della lingua, è noto che essa possa in alcuni casi alterare in maniera significativa la pronuncia delle consonanti fricative.

## Motivazioni
Molte delle persone che si sono sottoposte a una biforcazione della lingua citano come motivazione l'aumento delle sensazioni provate durante un bacio alla francese da entrambi i soggetti coinvolti o semplicemente la novità rappresentata da questa modificazione corporale. Tuttavia, come tutte le modificazioni corporali, anche la biforcazione della lingua può essere utilizzata per connettersi o identificarsi con un gruppo specifico di persone, venendo vista come una sfida verso se stessi o come un rito di passaggio, per dimostrare a se stessi e agli altri di avere il totale controllo sul proprio corpo, per sondare i limiti della propria determinazione, o per sfidare e provocare coloro i quali si ritiene che basino i propri giudizi solamente sull'aspetto esteriore.

## Storia antica
Ci sono noti pochi esempi di biforcazione della lingua nei tempi antichi e in ogni caso tale pratica era volta alla mutilazione del soggetto a scopo di umiliazione. Un esempio famoso è quello di Martina, un'imperatrice bizantina del VII secolo, la quale, nel 641, fu deposta ed esiliata a Rodi assieme ai figli (tra cui l'imperatore Eraclio II) dopo aver subito la biforcazione della lingua, forse in un'usanza ereditata da parte dei bizantini dai persiani (ai suoi figli fu invece tagliato il naso e i più piccoli furono anche castrati).

## Storia moderna
Si ritiene che la prima biforcazione della lingua effettuata chirurgicamente con un laser sia quella condotta il 18 luglio 1997, dal dottor Lawrence Busino, un chirurgo orale, su Erik Sprague, un artista noto con il soprannome di The Lizardman.
Da quanto si sa, sembra però che la biforcazione effettuata dal dottor Busino sia solo la terza ad essere stata effettuata per motivi estetici. La prima persona ad aver condotto su di sé una biforcazione della lingua sembra infatti essere stata, nel 1996, la allora diciannovenne piercer statunitense Dustin Allor, la quale, non avendo trovato alcuna notizia circa precedenti biforcazioni della lingua, inventò il metodo della lenza da pesca applicandolo su se stessa e guadagnandosi la copertina del numero di luglio 1997 della rivista di settore Body Play, edita da Fakir Musafar.

## Rischi
I rischi associati alla biforcazione della lingua sono comuni a diverse altre pratiche di modificazioni corporali e includono emorragie, infezioni e lesioni ai nervi. Come più volte espresso da chirurghi plastici e orali, però, nel caso della biforcazione della lingua si possono avere anche rischi concernenti le capacità respiratorie e di deglutizione del soggetto anche dopo la cicatrizzazione delle due metà di lingua; a questi si aggiungono anche il rischio di una totale perdita del controllo dei movimenti della lingua, della perdita della capacità di percepire alcuni sapori e di un aumento sia delle infezioni del cavo orale che della produzione di saliva. Nel caso di biforcazioni troppo profonde, poi, ci possono essere rischi di occlusione dei dotti salivari sottolinguali. Dati tutti questi rischi, in Inghilterra e in Galles nel 2018 la biforcazione della lingua eseguita da professionisti del settore a solo scopo estetico è stata dichiarata illegale.